# 5つの小品 (ヴェーベルン)
管弦楽のための5つの小品 Op.10は、オーストリアの作曲家、アントン・ウェーベルンが1911年から1913年にかけて作曲した管弦楽曲である。

## 作曲の経緯と初演
作品は1911年から1913年にかけて、ウィーンで作曲された。初演は1923年にスイスのチューリッヒで、作曲者自身の指揮によって行われた。

## 編成
フルート (ピッコロ持ち替え)、オーボエ、小クラリネット、クラリネット (バスクラリネット持ち替え)、ホルン、トランペット、トロンボーン、シンバル、スネアドラム、バスドラム、トライアングル、カウベル、低音のベル、グロッケンシュピール、シロフォン、ハルモニウム、チェレスタ、マンドリン、ギター、ハープ、弦楽合奏

## 楽曲構成
演奏時間は約6分。
1. 非常に静かに、そして繊細に
2. 生き生きと、そして繊細な動きをもって
3. 非常にゆっくり、そして極めて静かに
4. 流麗に、極めて繊細に
5. 非常に流麗に